# Borsch frío

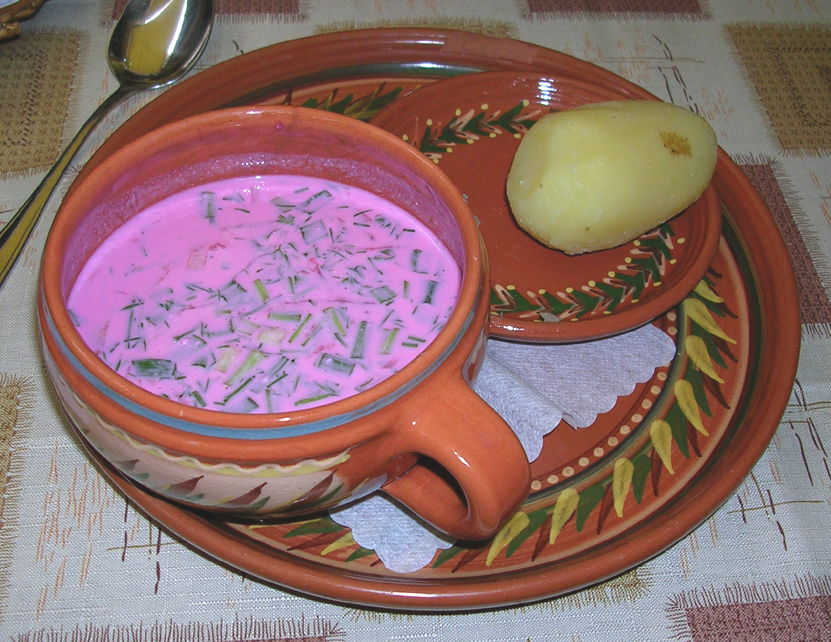
En Lituania, donde se le llama 'Šaltibarščiai', se suele servir con una papa cocida, crema ácida y eneldo.

El borsch frío (también llamado borscht frío o sopa fría de remolacha) (lituano: šaltibarščiai, polaco: chłodnik litewski, ruso: холодник, jolodnik) es una sopa tradicional de la cocina bielorrusa, de Lituania, de Polonia, así como también de la de Rusia. Se trata de una variedad fría del borsch. Sus nombres nacionales derivan del hecho de que la sopa se sirve tradicionalmente fría.

## Características
Su preparación comienza con el empleo de remolachas que son picadas finamente con sus hojas. Tras haber sido enfriada suele servirse con nata ácida, kéfir o yogur (dependiendo de las preferencias regionales). Se añaden a la sopa algunas verduras tales como eneldo o perejil. La sopa tiene un color rosado característico que varía de intensidad dependiendo de la variedad de la remolacha empleada. 